# Los diarios del semidiós
Los diarios del semidiós es un libro complementario que se desprende de la saga de Rick Riordan Los héroes del Olimpo publicado el 14 de agosto de 2012. Fue publicado en español con el título "Percy Jackson y la vara de Hermes" por Penguin Books en junio de 2018.
Este libro no se ubica en una línea temporal precisa ya que a diferencia del resto de la saga, no es una historia en si sino que son cuatro mini-historias que se sitúan entre distintos libros. Y una entrevista con las serpientes del caduceo de Hermes. 
- The Diary of Luke Castellan (El diario de Luke Castellan): Luke Castellan, Thalia Grace, Annabeth Chase y Halcyon Green. Este cuento se ubica, en línea temporal, antes del comienzo de El ladrón del rayo.

- The Staff of Hermes (Percy Jackson y el caduceo de Hermes): Percy Jackson, Annabeth Chase, Hermes y Caco. Este cuento se ubica, en línea temporal, al finalizar El último héroe del Olimpo y antes del comienzo de El Héroe Perdido.

- Leo Valdez and the Quest for Buford (Leo Valdez y la búsqueda de Buford): Leo Valdez, Jason Grace, Piper McLean. Este cuento se ubica, en línea temporal, al finalizar El Héroe Perdido y antes del comienzo de El hijo de Neptuno.

- The Son of Magic (El hijo de la magia): Dr. Howard Claymore, Alabaster C. Torrington, Lamia, Hecate, , Burly Black. Este cuento se ubica, en línea temporal, al finalizar El último héroe del Olimpo y antes del comienzo de El Héroe Perdido.